# Calos (cidade)
Calos (em latim: Caloe) foi uma cidade na província romana da Ásia. É mencionada como Kaloe ou Keloue em inscrições do século III, como Kalose no Sinecdemos de Hiérocles (660), e como Kalloe, Kaloe e Kolone no Notitiae Episcopatuum de Parthey, nos quais figura do século VI ao XII ou XIII.
Calos estava no vale superior do Kutchuk-Mendérès (Caístro), na Turquia Ocidental, e é identificada com a moderna Kilis, Keles, Kelas, ao sul de Alaşehir (antiga Filadélfia). O Bispado de Calos está incluído na lista de sés titulares da Igreja Católica. Foi uma sufragânea da sé metropolitana de Éfeso e esteve assim dentro da província romana da Ásia. Michel Le Quien esteve, portanto, equivocado em supor que a sé titular foi nomeada em honra ao lago Colos, na Lídia, próximo ao qual estão as tumbas dos reis lídios e o templo de Ártemis Colene.